# سلاتینا (ناحیه پلزن-شمالی)
سلاتینا (به چکی: Slatina) یک منطقهٔ مسکونی در جمهوری چک است که در ناحیه پلزن-شمالی واقع شده‌است. سلاتینا ۵٫۸۶ کیلومتر مربع مساحت و ۶۹ نفر جمعیت دارد.